# Philodicus albispina
Philodicus albispina är en tvåvingeart som först beskrevs av Thomson 1869.  Philodicus albispina ingår i släktet Philodicus och familjen rovflugor. Inga underarter finns listade i Catalogue of Life.